# Recensement de la Grèce de 1896
Le recensement de la population de 1896 (en grec moderne : Ελληνική απογραφή του 1896), est le dix-neuvième recensement officiel du royaume de Grèce, réalisé le 6 octobre 1896. La population totale du pays s'élève à 2 433 806 habitants, soit une augmentation de 246 598 habitants par rapport au précédent recensement de 1889. La superficie totale du royaume, au moment du recensement, est de 63 606 km2, tandis que la densité de population est de 34,4 habitants par kilomètre carré. Quant à la situation territoriale du pays, il n'y a pas eu de changement par rapport au recensement précédent. Ces territoires comprennent le Péloponnèse, la Grèce-Centrale, les Cyclades, les Sept-Îles, la Thessalie et une petite partie de l'Épire, Árta (el).